# Ann Kihengu
Ann Kihengu (sinh năm 1983) là một doanh nhân, nhà phân phối người Tanzania, và là người chiến thắng Giải thưởng Sáng kiến Châu Phi năm 2010 cho công việc của bà để thay thế việc sử dụng đèn dầu hỏa bằng cách phân phối đèn năng lượng mặt trời và bộ sạc điện thoại mặt trời ở Tanzania thông qua mạng lưới những nhà đầu tư trẻ tuổi. Kihengu cũng là một thành viên của World Entrepreneurship Forum Think Tank.

## Tiểu sử

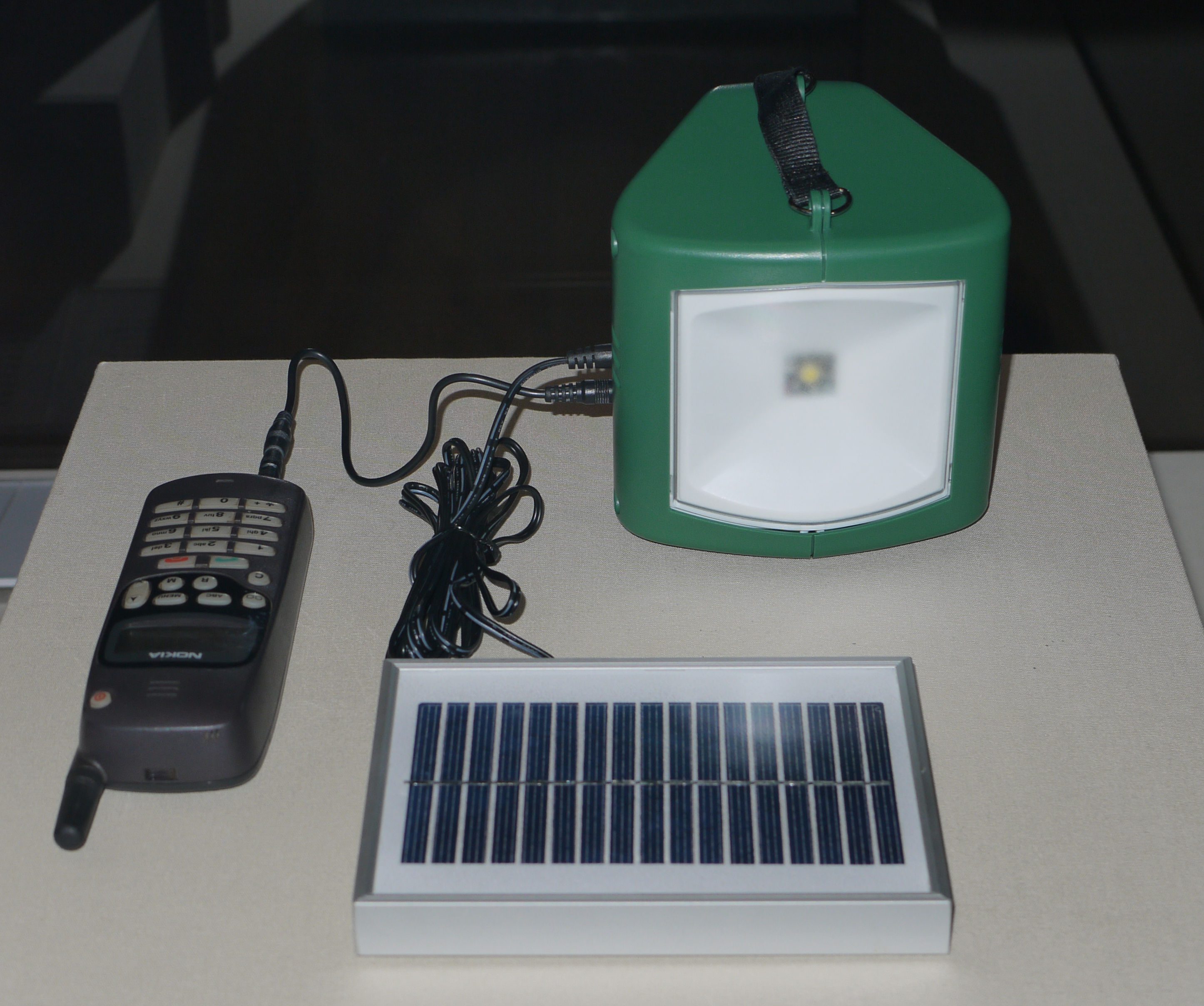
Đèn năng lượng mặt trời và bộ sạc tương tự như được phân phối bởi Priam.

Kihengu lớn lên ở phía đông bắc Tanzania. bà học Quản trị kinh doanh, và sau khi tốt nghiệp, bà đã dành ba năm làm việc trong ngành năng lượng mặt trời. Trong thời gian này, bà xác định một vấn đề với việc phân phối các sản phẩm. Vì vậy, ở tuổi 26, bà đã từ chức và thành lập công ty riêng của mình, Prian, vào năm 2009 và hợp tác với D.Light để phân phối đèn năng lượng mặt trời và bộ sạc điện thoại giá rẻ.
Do những khó khăn trong giao thông ở Tanzania (điều kiện đường sá tồi tệ và bất động trong mùa mưa), Kihengu đã thiết lập một mô hình phân phối sử dụng một nền tảng truyền thông xã hội Tanzania và một loạt các hội thảo làng cho học sinh trung học trên cả nước, để tuyển dụng và đào tạo những người trẻ tuổi làm nhà phân phối cho doanh nghiệp mới của bà. Bà đào tạo những tân binh của mình về các kỹ năng tiếp thị và kinh doanh, cho phép họ kinh doanh và mang đèn năng lượng mặt trời đến các ngôi làng ở vùng sâu vùng xa.
Bắt đầu chỉ với 3 chiếc đèn, chỉ trong một năm, Kihengu đã trở thành nhà phân phối hàng đầu các sản phẩm D.Light tại Tanzania, bán được hơn 10.000 chiếc mỗi năm.
Năm 2012, Kihengu là một trong chín nhóm phụ nữ được Chương trình Lãnh đạo Khách truy cập Quốc tế của Bộ Ngoại giao Hoa Kỳ tài trợ để gặp gỡ Trung tâm Khởi nghiệp Phụ nữ tại Đại học Chatham để giải quyết các thách thức kinh doanh.
Đèn dầu hỏa được sử dụng để chiếu sáng ở Tanzania (và các khu vực ở Châu Phi và Châu Á) nơi không có điện hoặc đắt tiền. Các phát hiện của Tổ chức Y tế Thế giới kết luận rằng việc sử dụng đèn dầu hỏa trong các hộ gia đình "dẫn đến việc phát thải chất ô nhiễm gây hại cho sức khỏe ở mức độ phù hợp với rủi ro đối với sức khỏe".